# Dudeizam
Dudeizam (engl. dudeism, od engl. dude: frajer, tip), filozofija i životni stil inspiriran protagonistom Velikog Lebowskog, filma braće Coena iz 1998. godine. Iskazani primarni cilj dudeizma jest promocija moderna oblika kineskog taoizma, ocrtana u Daodedžingu Lao Cea (6. stoljeće pr. Kr.), izmiješana s konceptima starogrčkog filozofa Epikura (341. – 270. pr. Kr.) i predstavljena u stilu koji je personificirao lik Jeffreyja „Frajera” Lebowskog (engl. Jeffrey "The Dude" Lebowski), fikcijskog lika kojeg je u filmu portretirao Jeff Bridges. Dudeizam se ponekad smatra rugalačkom religijom, iako ga njegov osnivač i mnogi sljedbenici doživljavaju ozbiljno.

## Oblikovanje
Dudeizam je 2005. osnovao Oliver Benjamin, novinar sa sjedištem u Čiangmaju u Tajlandu, davši organizaciji dudeizma službeno ime Crkva frajera posljednjih dana (engl. The Church of the Latter-Day Dude). U svijetu je do kolovoza 2014. bilo zaređeno 250 000 „dudeističkih svećenika”.
Iako dudeizam primarno rabi ikonografiju i narativ iz Velikog Lebowskog, adherenti vjeruju da dudeistički svjetonazor postoji od samih početaka civilizacije, prvenstveno ispravljajući društvene tendencije k agresiji i ekscesima. Na svojem popisu oni navode pojedince kao što su Lao Ce, Epikur, Heraklit, Buda i preeklezijastički Isus Krist kao primjere drevnih dudeističkih proroka. Recentniji preteče uključuju stupove američkog transcendentalizma kao što su Ralph Waldo Emerson i Walt Whitman te humaniste kao što su Kurt Vonnegut i Mark Twain.

## Vanjske poveznice
- službeno mrežno mjesto
- The Dudespaper, službena publikacija dudeizma
- VW 'Dudeism' ad bowls into cinemas: Mini-film exploring 'religion' inspired by movie The Big Lebowski trails Volkswagen's support for independent cinema - članak u The Guardianu s poveznicom na video Volkswagenove reklame koja prikazuje dudeizam
- Only A Game, subota, 11. srpnja 2009.  Arhivirana inačica izvorne stranice od 7. svibnja 2016. (Wayback Machine), rasprava o dudeizmu i kratak audiointervju s Oliverom Benjaminom na NPR-ovu Only A Game, na 46:11
- Dude Awakening, članak u Sunday Heraldu s prikazom dudeizma